# Portadown Football Club
Maillots
Actualités
Dernière mise à jour : 24 novembre 2024.

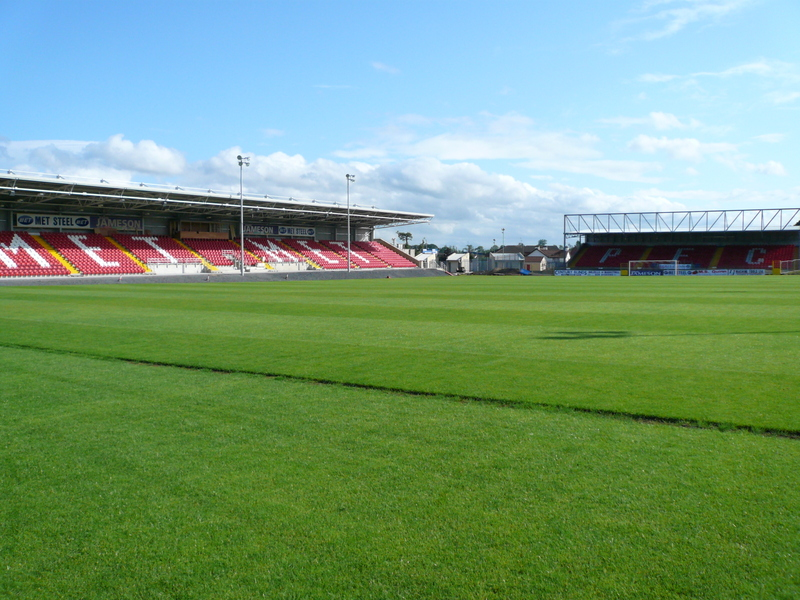
Shamrock Park

Le Portadown FC est un club de football nord-irlandais participant au championnat d'Irlande du Nord en Premiership, soit la première division nationale. Le club fondé en 1924 est basé dans la ville de Portadown, Comté d'Armagh et joue ses matchs à domicile dans le stade de Shamrock Park. Le club porte comme couleurs officielles le rouge et le blanc.

## Histoire
De 1986 à 2016, l'entraîneur du club était Ronnie McFall (en). Nommé le 11 décembre 1986, c'est avec lui que Portadown remporte la majorité de ses titres. Il est né et a grandi à Portadown et a joué arrière gauche pour le club dans les années 1970. Après avoir joué pour Dundee FC, puis pour Glentoran FC où il a eu sa première expérience d’entraineur, il est revenu en 1986 pour prendre en main le club.
La première victoire majeure du club est venue au terme de la saison 1989-1990 avec le titre de champion d'Irlande du Nord. C’est le début de l’âge d’or du club avec deux nouvelle victoires en championnat d'Irlande du Nord dans les cinq années suivantes dont un doublé coupe d'Irlande du Nord - championnat d'Irlande du Nord en 1991.
Le 30 avril 2008, Portadown FC est relégué en deuxième division. Cette relégation n’est pas le fait d’un résultat sportif, mais est dû à la transformation de la première division. Chaque club souhaitant participer à ce nouveau championnat devait présenter un projet sur la base d’un cahier des charges établi par la fédération nord-irlandaise. Le projet de Portadown a été jugé insuffisant par la fédération et Portadown relégué en deuxième division. La décision a été confirmée en appel. À cause de sa relégation et des statuts imposés en deuxième division, Portadown est obligé d’abandonner son statut professionnel pour prendre un statut intermédiaire gardant certains joueurs professionnels et prenant une structure amateur. Fort heureusement pour le club la relégation ne dure qu’une année. Dès leur première année, Portadown gagne le droit de remonter dans l’élite nord irlandaise. Dans le même élan Portadown gagne la Coupe de la Ligue d'Irlande du Nord, devenant ainsi la première équipe nord-irlandaise de deuxième division à remporter la compétition.
Pour accompagner cette remontée en première division, Portadown a présenté un plan de développement du stade de Shamrock Park. Le but annoncé est d’attirer plus de spectateurs au stade en leur offrant plus de places et un meilleur confort. Après la validation du financement, deux nouvelles tribunes entièrement assises ont été construites et des projecteurs aux normes UEFA ont été érigés pour les matchs en nocturne.

## Bilan sportif

### Palmarès
- Championnat d'Irlande du Nord  (première division) : 4
  - Vainqueurs : 1989-1990, 1990-1991, 1995-1996, 2001-2002
- Championnat d'Irlande du Nord  (deuxième division) : 3
  - Vainqueurs : 2008-2009, 2019-2020, 2023-2024
- Coupe d'Irlande du Nord : 3
  - 1990-1991, 1998-1999, 2004-2005
- Coupe de la Ligue d'Irlande du Nord : 2
  - 1995-1996, 2008-2009
- Supercoupe d'Irlande du Nord : 1
  - 2000
- Gold Cup : 6
  - 1933/34, 1937/38, 1952/53, 1971/72, 1978/79, 1992/93
- Ulster Cup : 2
  - 1990/91, 1995/96
- Irish League Floodlit Cup : 3
  - 1990/91, 1992/93, 1994/95
- Texaco (All-Ireland) Cup : 1
  - 1973/74
- Tyler Cup : 1
  - 1977/78
- Mid Ulster : 17
  - 1898/99, 1899/00, 1902/03, 1905/06, 1907/08, 1909/10, 1931/32, 1933/34, 1980/81, 1981/82, 1982/83, 1992/93, 1993/94, 1994/95, 1997/98, 2001/02, 2002/03

### Bilan européen
Note : dans les résultats ci-dessous, le score du club est toujours donné en premier
| Saison    | Compétition               | Tour                | Club                     | Domicile | Extérieur | Total  |
| --------- | ------------------------- | ------------------- | ------------------------ | -------- | --------- | ------ |
| 1962-1963 | Coupe des coupes          | Seizièmes de finale | OFK Belgrade             | 3 - 2    | 1 - 5     | 4 - 7  |
| 1974-1975 | Coupe UEFA                | Premier tour        | Valur Reykjavík          | 2 - 1    | 0 - 0     | 2 - 1  |
| 1974-1975 | Coupe UEFA                | Seizièmes de finale | Partizan Belgrade        | 1 - 1    | 0 - 5     | 1 - 6  |
| 1990-1991 | Coupe des clubs champions | Seizièmes de finale | FC Porto                 | 1 - 8    | 0 - 5     | 1 - 13 |
| 1991-1992 | Coupe des clubs champions | Seizièmes de finale | Étoile rouge de Belgrade | 0 - 4    | 0 - 4     | 0 - 8  |
| 1992-1993 | Coupe UEFA                | Premier tour        | Standard de Liège        | 0 - 0    | 0 - 5     | 0 - 5  |
| 1994-1995 | Coupe UEFA                | Tour préliminaire   | Slovan Bratislava        | 0 - 2    | 0 - 3     | 0 - 5  |
| 1996-1997 | Coupe UEFA                | Premier tour Q      | Vojvodina Novi Sad       | 0 - 1    | 1 - 4     | 1 - 5  |
| 1999-2000 | Coupe UEFA                | Tour préliminaire   | CSKA Sofia               | 0 - 3    | 0 - 5     | 0 - 8  |
| 2002-2003 | Ligue des champions       | Premier tour Q      | Belchina Babrouïsk       | 0 - 0    | 2 - 3     | 2 - 3  |
| 2003-2004 | Coupe UEFA                | Tour préliminaire   | Malmö FF                 | 0 - 2    | 0 - 4     | 0 - 6  |
| 2004-2005 | Coupe UEFA                | Premier tour Q      | Žalgiris Vilnius         | 2 - 2    | 0 - 2     | 2 - 4  |
| 2005-2006 | Coupe UEFA                | Premier tour Q      | Viking FK                | 1 - 2    | 0 - 1     | 1 - 3  |
| 2006-2007 | Coupe UEFA                | Premier tour Q      | FBK Kaunas               | 1 - 3    | 0 - 1     | 1 - 4  |
| 2010-2011 | Ligue Europa              | Premier tour Q      | Skonto Riga              | 1 - 1    | 1 - 0     | 2 - 1  |
| 2010-2011 | Ligue Europa              | Deuxième tour Q     | Qarabağ                  | 1 - 2    | 1 - 1     | 2 - 3  |
| 2012-2013 | Ligue Europa              | Premier tour Q      | Shkëndija                | 2 - 1    | 0 - 0     | 2 - 1  |
| 2012-2013 | Ligue Europa              | Deuxième tour Q     | Slaven Belupo            | 2 - 4    | 0 - 6     | 2 - 10 |

Légende
- Victoire ou qualification pour le tour suivant
- Match nul
- Défaite ou élimination de la compétition